# Воронезький трамвай
Воронезький трамвай — трамвайна система, що функціонувала у Воронежі з 1926 по 2009 роки, з перервою у воєнний час. До кінця XX століття була однією з найбільших у Росії. Після розпаду СРСР у міського господарства виникли великі проблеми (поганий стан доріг, неможливість експлуатації електротранспорту тощо), які до 2010 року повністю не подолані.
Трамвайна система була закрита 15 квітня 2009 року, і Воронеж став найбільшим містом в Росії і Європі без рейкового міського транспорту. Відповідно до заяв і планів місцевої влади, в майбутньому планується створення «з нуля» систем легкорейкового транспорту у вигляді швидкісного трамвая.

## Історія

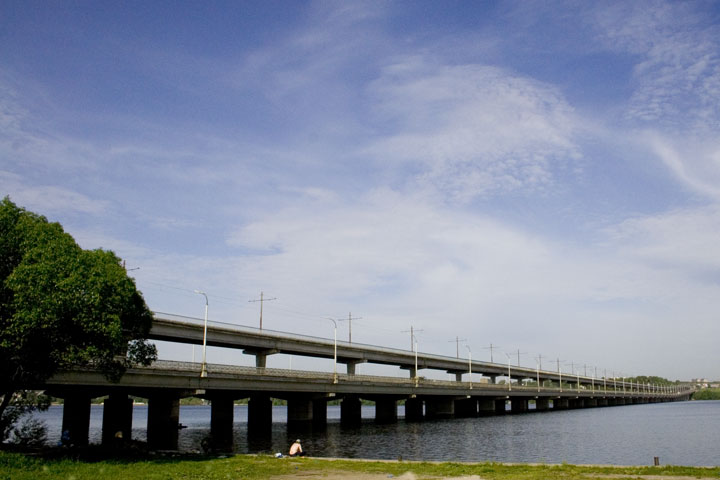
Північний трамвайний міст

11 (23) серпня 1881 року в місті відкрита кінна залізниця (конка). Сполучення зідйснювалося чотирма маршрутами, лінії були прокладені вулицями Великою Дворянською і Новмосковською.
У 1914 році було затвердженопланбудівництва електричного трамваю, але Перша світова війна зробила неможливою поставку до Воронежа трамвайних вагонів німецького виробництва. Після війни була революція, громадянська війна, щозмусило перенести запуск трамваю на 12 років.
16 травня 1926 року відкривається трамвайне сполучення по лінії «Вокзал — Маслозавод». Його відкриття описане в романі Ільфа та Петрова «12 стільців» (пуск Старгородського трамваю).
У 1942 році у зв'язку з мобілізацією автотранспорту на фронт трамвай залишився єдиним транспортом у місті. На ньому перевозилися вантажі, він доставляв поранених від вокзалу до шпиталів. Під час окупації було зруйновано 64 кілометри трамвайних шляхів, але трамвайне депо на вулиці 9 січня не було зруйноване — в ньому гітлерівці зберігали танки, а трамваї були майже повністю знищені, мідні дроти зірвані, а рейки німці пустили на укріплення бліндажу.
15 травня 1943 року рух трамваїв було відновлено. Маршрут був лише один: від вокзалу до проспекту Революції, повз Кольцовський сквер на вулицю Плехановську і до кільця на площі Застава. «На прокладанні трамваю кожний працездатний воронежець мав відпрацювати 100 годин. Чоловіків серед відновлювачів майже не було — всі на фронті. Так вся важкість лягла на жіночі плечі. І шлях руками розчищали від завалів, і ями засипали лопатами.»
29 серпня 1954 року було відновлено Водресівський міст, трамвайний рух знову зв'язав два береги (маршрут № 9 Вокзал — вул. Ціолковського). У 1986 році до 400-ліття Воронежа був відкритий Північний трамвайний міст. Міст є двоповерховою триярусною конструкцією. Верхній ярус використовують трамваї, а два нижніх — правий і лівий — служать для проїзду автомобілів. Міст має довжину 1,8 км і проектувався для пуску в місті швидкісного трамваю.
У 2000 році в місті було 20 трамвайних маршрутів, які зв'язували всі райони міста, трамваї обслуговували 60% всіх пасажирів. Станом на 2001 рік загальна довжина трамвайних ліній становила 173,8 км. Були плани запуску швидкісного трамваю й купівлі 40 вагонів типу «Tatra T6B5» у Німеччині. Однак мерія на чолі з Ковальовим ухвалила рішення про демонтаж лінії на Московському проспекті — одній із найбільш завантажених трамвайних ліній міста. 

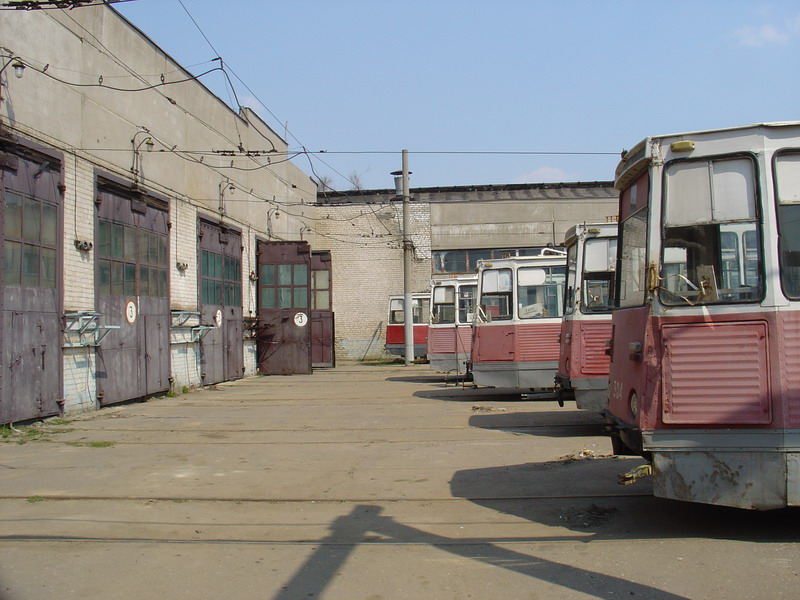
Вагони КТМ-5 у трамвайному депо. 2006 рік

Серед причин для початку зняття трамваю, названих Ковальовим, були такі: «необхідно розширити дорогу для автомобілів», «трамвай ніде у світі вже не використовується, в нього немає перспектив розвитку», «цей вид транспорту виявився дуже витратним і малоефективним» і навіть така: «трамваї — екологічно дуже брудний вид транспорту» (джерело: газета «Комсомольська правда — Воронеж» від 01.10.2002). У той же час низка депутатів Міської Думи, а також працівники «Воронежелектротрансу» заявляють, що справжньою причиною було бажання Ковальова позбавити маршрутні таксі, які належали близьким до нього людям, від сильного конкурента. На користь останньої версії свідчить той факт, що, окрім трамвая, в місті майже зникли тролейбуси і муніципальні автобуси. На сьогодні 97% перевезень у місті здійснюють приватні маршрутні таксі. У 2002 році були списані 160 вагонів «Tatra T3» і «Tatra T6B5», закриті два трамвайних депо, в тому числі на вулиці 9 січня, незруйноване навіть німцями.
З 2004 року починається остаточна деградація трамвайного руху в місті. В урізаному вигляді трамвай виявився не в змозі надавати конкуренції «комерційному» автотранспорту. Адміністрація депо не робить активних зусиль для порятунку трамвая. Так, пропозиції громадських організацій про зміну маршрутної мережі, зокрема, про перенесення маршруту трамвая № 2 з вулиці Червонопрапорна на вулицю Ворошилова, подовження маршруту № 7 до к/ст. Північно-Східний район, залишаються без відповіді. Тим часом, дані заходи могли б суттєво збільшити пасажиропотік на трамваї. Салони вагонів не ремонтуються і з кожним роком стають все більш порожніми.
У 2005 році знімається рух з лінії на Студгородок ВПІ, у 2007 році — з вулиці Сонячна, у 2008 році — з вулиці Газова і з Північного моста. Випуск вагонів з 2004 по 2009 рік скоротивсяся з 60 до 10.
1 лютого 2006 року у Воронежі пройшли торги, на які за борги було виставлене майно МП «Воронежелектротранс». Воронезький арбітражний суд визнає торги незаконними і забороняє їх проведення, однак пізніше дані рішення скасовує арбітражний суд Центрального округу Брянська.
2 лютого 2006 року працівники електротранспорту вийшли на мітинг на площі Леніна, вимагаючи від влади відродження електротранспорту. Мер Воронежа Б. М. Скринніков обіцяє, що до 2010 року в місті буде 200 трамваїв і 300 тролейбусів, з них у 2006 році буде куплено 7 трамваїв і 40 тролейбусів.

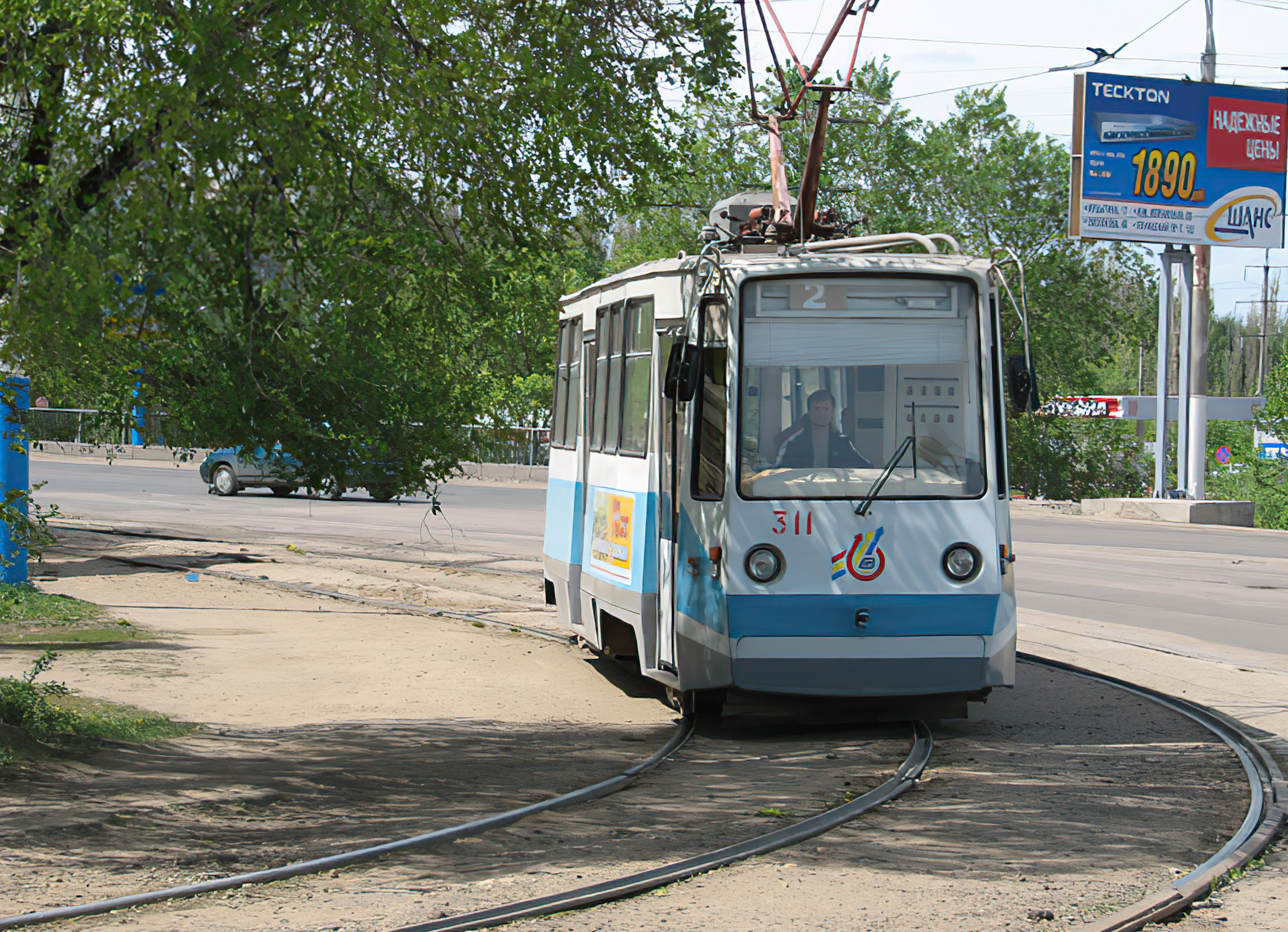
Трамвай 71-605РМ

У 2006 році діє одне трамвайне депо (Трамвайний парк № 3 по вулиці Кривошеїна, 13) і 4 трамвайних маршрути. На лінії виходять 32 трамваї КТМ-5 і КТМ-5М виробництва Усть-Катавського вагонобудівного заводу і 1 трамвай КТМ-5РМ виробництва Воронезького ремонтного трамвайно-тролейбусного заводу (ВРТТЗ). Трамвайне сполучення між лівим і правим берегами річки Воронеж здійснюється по унікальному двоповерховому Північному трамвайному мосту, який має довжину 1,8 км.
У 2009 році новий глава міста — С. М. Коліух приймає спірне рішення про ліквідацію трамвая. Публічної оцінки наслідків такого кроку не проводилося. Як обґрунтування закриття трамвая у 2008 році городянам називалися вельми дивні цифри: зокрема, вартість одного трамвайного вагона вказувалася в розмірі 18 мільйонів рублів.
Комітет «Воронежці за трамвай» в зв'язку з цим засумнівався в тому, що проводились будь-які реальні розрахунки вартості відновлення частини трамвайної мережі. У березні 2009 року проводилися публічні слухання з питання зміни дозволеного використання території депо № 3 з землі транспортного призначення на землю, де дозволено житлове будівництво. Всупереч однозначної думки «проти» місцевих жителів і громадських організацій з'являється протокол про «схвалення» змін, відкриваючи шлях до забудови депо. 15 квітня 2009 року трамвайний рух припинився і почався процес списання та утилізації останніх трамвайних вагонів.
Трамвайні лінії на центральних перехрестях і деяких вулицях демонтовані. Практично весь рухомий склад протягом травня - вересня був порізаний на металобрухт. Виняток становив легендарний вагон № 311, який аж до травня 2010 року продовжувала стояти в ангарі депо.

## Маршрути
Перед закриттям трамвайної системи в місті діяли 3 постійних і 1 піковий маршрути:
| Перелік трамвайних маршрутів | Перелік трамвайних маршрутів | Перелік трамвайних маршрутів | Перелік трамвайних маршрутів                                   |
| №                            | Кінцевий пункт, А            | Кінцевий пункт, Б            | Примітка                                                       |
| ---------------------------- | ---------------------------- | ---------------------------- | -------------------------------------------------------------- |
| 1                            | Вулиця Острогожська          | ВРТТЗ                        |                                                                |
| 2                            | Вулиця Перхоровича           | Вокзал                       |                                                                |
| 7                            | Вулиця Газова                | Вулиця Остужева              |                                                                |
| 8                            | Вулиця Перхоровича           | ВРТТЗ                        | Піковий маршрут (по 2 рейси в ранкову та вечірню «годину пік») |

## Рухомий склад
Трамвайний рух був відкритий вагонами серії «Х». Пізніше в місті експлуатувалися трамваї КТМ-1, МТВ-82, Tatra T3, Tatra T6B5.
У 2006 році для перевезення пасажирів використовується решта трамваїв КТМ-5, КТМ-5М і один вагон 71-605РМ (КТМ-5РМ) виробництва Воронезького РТТЗ. Вагон цієї серії (№ 311) є унікальним у країні, вагони такої самої серії є в Кемерові і Усольї-Сибірському (по 2), але всі, окрім воронезького, обладнані КТСК, а не ТІСК. На ходу залишається також вишка контактної мережі А-1 на базі вагону МТВ-82.